# Sewa Hadji
Sewa Hadji eigentlich Sewa Haji Paroo (* 1851 in Bagamoyo; † 10. Februar 1897 in Sansibar) war ein indischstämmiger Geschäftsmann und Stifter des Sewa Hadji Hospital in Daressalam (heute Teil des Muhimbili National Hospital).
Er handelte für den Sultan von Sansibar alle Produkte, die besagter auf seinen Farmen anbaute. Darunter waren vor allem Nelken-Bäume, Schwarzer Pfeffer, Moringa-Bäume, Zitronengras, Ingwer aber auch Baumwolle und Kokos. Sewa Hadji Paroo stattete auch Karawanen aus, darunter die bekannte Expedition von Henry Morton Stanley.
Der Geschäftsmann gilt als der erste Philanthrop in Ostafrika und hat in seinem Geburtsort eine Schule, eine Moschee und einige Brunnen bauen lassen.
Mit dem Arzt der deutschen Schutztruppe Werner Steuber wollte Sewa Hadji im Küstenort Bagamoyo ein sogenanntes „Leper home“ (Leprastation) aufbauen. Dazu kam es allerdings nicht mehr, weil der Küstenort Bagamoyo um 1891 an Bedeutung verlor, da der ca. 60 km weiter südlich gelegene Ort Daressalam für die deutsche Kolonialmacht wegen des dortigen Naturhafens, zur Hauptstadt der Kolonie gemacht wurde. Der Inder spendete der Kolonialverwaltung – und dort ganz speziell der Sanitätsabteilung der Schutztruppe unter dem Oberarzt der Kolonie, Alexander Becker, eine bedeutende Summe (12.400 Rupien) zum Bau eines Hospitals in Daressalam. Grundbedingung dafür war, dass dieses Hospital allen Menschen, unberücksichtigt welcher Rasse, Hautfarbe oder Religion, offenstehen würde. Es sollte auf ewig den Namen des ehrenwerten Spenders tragen. Doch Sewa Hadji war inzwischen selbst schwer erkrankt und starb im Februar 1897 auf der Insel Sansibar, wo er – entgegen seinem letzten Willen – auch begraben wurde. Schon im Januar desselben Jahres wurde in Daressalam das Sewa Hadji Hospital in aller Feierlichkeit eröffnet. 
Inzwischen hatte sich auch die kaiserliche Kolonialverwaltung zum Bau eines großen Hospitals in der Kolonialhauptstadt entschlossen. Dieses Hospital an der späteren Ocean Road wurde am 1. Oktober 1897 (Freitag) ohne jedwede Zeremonie eröffnet und war bis Januar 1900 fertiggestellt. Im Jahr 1897 trafen der berühmte Bakteriologe Robert Koch und seine Frau Hedwig in Daressalam ein. Koch hätte den Spender des Sewa Haji Hospitals gerne selbst kennengelernt, doch der reiche Inder war bereits verstorben. Sicher ist aber, dass Koch im Juli des Jahres dessen Grab auf Sansibar aufsuchte, nachdem er einen Anstandsbesuch beim englischen Konsulat auf Sansibar gemacht hatte. Auf jeden Fall hat Koch auch das Sewa Hadji Hospital in Daressalam mehrfach besucht. 
Als das neue Gouvernementskrankenhaus am Strand des Indischen Ozean am 1. Oktober mit einem Flügel eröffnet wurde, war klar, dass der Chefarzt der Kolonie, Alexander Becker und Schwester Auguste Hertzer, Daressalam verlassen würden, um Koch bis ins westliche Usambara-Gebirge auf die landwirtschaftliche Versuchsstation Kwai zu begleiten. Dort wollte der Bakteriologe seine Grundlagenforschung zur Malaria und dem gefürchteten Schwarzwasserfieber durchführen.